# فرانك جي. جاكسون
فرانك جي. جاكسون (بالإنجليزية: Frank G. Jackson)‏ هو سياسي أمريكي، ولد في 4 أكتوبر 1946 في كليفلاند في الولايات المتحدة. حزبياً، نشط في الحزب الديمقراطي. وقد انتخب Mayor of Cleveland ‏.

## وصلات خارجية
- الموقع الرسمي